# Robert Rohrschneider
Robert Rohrschneider (* 1959 in Aurich) ist ein deutsch-amerikanischer Politologe. An der University of Kansas ist er seit 2008 Professor für internationale Meinungs- und Umfrageforschung. In seiner Forschung beschäftigt er sich vor allem mit Öffentlicher Meinung, politischen Parteien und demokratischer Repräsentation in europäischen Staaten.

## Werdegang
Rohrschneider besuchte in Celle die Schule und erlangte dort 1980 sein Abitur. Anschließend nahm er an der Albert-Ludwigs-Universität Freiburg ein Studium in Politikwissenschaft und Geschichtswissenschaft auf. Dort legte er 1983 die Zwischenprüfung ab und wechselte danach als Gaststudent an die Michigan State University in East Lansing in den Vereinigten Staaten. 1989 wurde er an der Florida State University in Tallahassee mit seiner von Russell J. Dalton betreuten Dissertationsschrift The greening of party politics in Western Europe: Environmentalism, economics and partisan orientations in four nations promoviert.
Im Anschluss trat Rohrschneider im Juli 1989 eine Stelle als Assistant Professor am politikwissenschaftlichen Fachbereich der University of Kentucky in Lexington an. Im Juli 1991 wechselte er in gleicher Funktion an die Indiana University Bloomington, wo er 1997 zum Associate Professor befördert wurde. Zudem war er zweimal für jeweils ein halbes Jahr als Gastwissenschaftler an deutschen Universitäten tätig: von 1994 bis 1995 am politikwissenschaftlichen Institut der Humboldt-Universität Berlin sowie von 1998 bis 1999 an der Fakultät für Sozialwissenschaften der Universität Mannheim.
Im Juli 2001 erhielt Rohrschneider schließlich innerhalb der Indiana University eine volle Professur. Im Juli 2008 wechselte er an die University of Kansas in Lawrence und übernahm am dortigen politikwissenschaftlichen Fachbereich die Professur für International Public Opinion and Survey Research.
Darüber hinaus hatte Rohrschneider von 2004 bis 2005 eine transatlantische Fellowship beim German Marshall Fund in Brüssel inne. Als Gastwissenschaftler war er zudem unter anderem 2012 am Wissenschaftszentrum Berlin für Sozialforschung und 2016 an der University of Oxford (Pembroke College) tätig, sowie von 2016 bis 2017 und erneut 2019 an der Universität Wien.

## Rezeption
Für seine Monographie Learning Democracy: Democratic and Economic Values in Unified Germany wurde Rohrschneider 1998 mit dem Stein-Rokkan-Preis ausgezeichnet, der gemeinsam vom Internationalen Wissenschaftsrat, der Universität Bergen und dem European Consortium for Political Research vergeben wird.
Laut Google Scholar wurden die Publikationen Robert Rohrschneiders bisher (Stand: Oktober 2022) über 5.000 Mal in anderen wissenschaftlichen Arbeiten zitiert bei einem h-Index von 32, wobei insgesamt 19 Publikationen davon mindestens 100 Mal zitiert wurden. Seine meistzitierte Veröffentlichung ist dabei ein 2002 im American Journal of Political Science veröffentlichter Artikel, in dem er die negativen Auswirkungen eines wahrgenommenen Demokratiedefizits der Europäischen Union auf die Unterstützung der Europäischen Integration in der Bevölkerung westeuropäischer Staaten untersucht. Bisher verwiesen über 500 andere Arbeiten auf diesen Artikel.

## Werke (Auswahl)

### Als Autor
- Gemeinsam mit Stephen Whitefield: The Strain of Representation. How Parties Represent Diverse Voters in Western and Eastern Europe. Oxford: Oxford University Press, 2012.
- Learning Democracy: Democratic and Economic Values in Unified Germany. Oxford: Oxford University Press, 1999.

### Als Herausgeber
- Herausgegeben mit Jacques Thomassen: The Oxford Handbook of Political Representation in Liberal Democracies. Oxford: Oxford University Press, 2020.
- Herausgegeben mit Rüdiger Schmitt-Beck: The 2013 Federal Election in Germany. New York: Routledge, 2018.
- Herausgegeben mit Stephen Whitefield: Public Opinion, Party Competition and the European Union in Post-Communist Europe. New York: Palgrave, 2006.